# 鲍威尔 (阿拉巴马州)
鲍威尔（英文：Powell），是美国阿拉巴马州下属的一座城市。面积约为4.96平方英里（约合12.85平方公里）。根据2010年美国人口普查，该市有人口955人，人口密度为192.42/平方英里（约合74.32/平方公里）。